# バイキングタイヤ
バイキングタイヤは、ドイツのコンチネンタルタイヤ（Continental AG）により欧州で製造・販売されているセカンドブランドタイヤ。

## 概要
- 1931年に設立されたノルウェー最初のゴム製品開発会社（バイキング　アシュクム社）のブランドとしてスタート。
- 1970年代にはフォルクスワーゲン、オペル、フォードそしてボルボへ新車装着タイヤを供給するなど、ヨーロッパを中心に広く認知されていた。
- 1987年にギスラベット社と合併しニビスタイヤ社（Nivis Tyre AB）を設立したことで、法人としては消滅。
- 1990年にコンチネンタル (自動車部品製造業)がニビスタイヤ社を吸収した際に、マルチブランド戦略の一環としてバイキングブランドを復活させた。
- 2017年より日本展開を本格的に開始。

## 日本における販売体制
2016年（平成28年）の日本展開開始時点より、タイヤ市場を展開する株式会社ザクティブが総販売代理店となる。
物流拠点は群馬県前橋市に所在する。

## タイヤの特徴
- ヨーロッパ車へのOEMタイヤを多く製造しているコンチネンタルタイヤと同じ工場で製造。
- 開発もコンチネンタルタイヤと同じ開発ライン、チーム構成。
- タイヤの骨格となるケーシングは同じ製法で製造されているが、セカンドブランドのため比較的安価で流通。
- トレッドは固めで剛性、ロングライフに対する信頼性は高い。

## 主な製品
- 乗用車用サマータイヤ
  - CityTech Ⅱ
  - ProTech HP